# أكاديمية محمد السادس الدولية للطيران المدني
أكاديمية محمد السادس الدولية للطيران المدني هي مؤسسة للتعليم العالي تتواجد بالقرب من مطار الدار البيضاء على مساحة ستة هكتارات وهي تابعة للمكتب الوطني للمطارات.

## تاريخ
أنشئت الأكاديمية سنة 2000، من طرف ملك المغرب محمد السادس
منذ سنة 2006، أصبح تكوين المهندسين بالأكاديمية يمكن من الحصول على دبلوم مهندس دولة معترف به من قبل المجلس الوطني لمطابقة الشواهد، ومصادق عليه من طرف جامعة الدار البيضاء، وفقا لمقتضيات القانون 01.00 المتعلق بتنظيم التعليم العالي. منذئذ، أصبحت الأكاديمية تكون مهندسين في مجالات متعددة كهندسة المعلوميات، والاستغلال الجوي، والهندسة الإلكترونية، والاتصالات، والهندسة الصناعية، والهندسة الصناعية والإنتاجية.

## جوائز وشهادات
سنة 2017: شهادة «إيزو 9001» صيغة 2008 ، اعترافا بجودة تكويناتها التي تتماشى مع المعايير المعتمدة دوليا في قطاع الطيران المدني.

## إحصائيات
تتوفر الأكاديمية على الوسائل والبنيات التالية 
- 22 قاعة درس.
- 15 مختبرا تقنيا.
- 6 أجهزة لمحاكاة المراقبة الجوية.
- مدرج للمحاضرات من 190 مقعدا.
- ورشة طباعة رقمية.
- مركز التوثيق.
- مركز المؤتمرات (500 مقعد).

## إنجازات و نتائج
على صعيد انفتاحها على محيطها الخارجي وإهتمامها بعلاقات الشراكة استطاعات الأكاديمية أن تنظم ندوة علمية لفائدة الطلبة المهندسين حول "التعاون والابتكار: العوامل الأساسية لمستقبل مرن ومستدام للطيران" بالتعاون مع مع المكتب الدولي للتكوين التابع لمنظمة الطيران المدني الدولي. كما أجرت مسابقة AIAC Coding Contest بعام 2022 لتحفيز طلابها على اكتساب المزيد من المهارات في البرمجة.
تخرج من الأكاديمية 143 طالبا في عام 2020 و 117 طالبا في عام 2021 في كل من تلك التخصصات:هندسة مراقبة الملاحة الجوية، وهندسة الكترونيك سلامة الملاحة الجوية، وهندسة الاعلاميات، والهندسة الصناعية
والإنتاجية، وهندسة الكهرباء،الكترونيك واتصالات. كما تخرجت دفعة مكونة من 162 طالبا وطالبة في عام 2023، من بينهم 27 مهندسا في مراقبة الملاحة الجوية، و 17 مهندسا في إلكترونيك سلامة الملاحة الجوية، و118 مهندس دولة موزعين ما بين “هندسة المعلوميات”، و”هندسة الكهرباء والإلكترونيك والاتصالات”، و”الهندسة الصناعية والإنتاجية”.